# Nombre de Crocco
El nombre de Crocco {\displaystyle (Cr)} és un nombre adimensional que s'utilitza en la mecànica de fluids per caracteritzar la compressibilitat dels fluids. Correspon a la relació de la velocitat d'un gas i la velocitat del mateix gas expandit a 0 K de manera isentròpica.
Aquest nombre porta el nom de Luigi Crocco, físic i enginyer aeronàutic italià-estatunidenc.
Es defineix de la manera següent:
{\displaystyle Cr={\frac {v}{v_{max}}}=\left[1+{\frac {2}{(\gamma -1)M^{2}}}\right]^{-{\frac {1}{2}}}}
on:
- v = velocitat,
- vmax = la velocitat màxima possible per a un gas ideal detingut de manera isentròpica,
- γ = relació de capacitats de massa tèrmica {\displaystyle {\frac {C_{p}}{C_{v}}}},
- M = nombre de Mach.